# Loco Roco
LocoRoco (2006) är ett plattformsspel till Playstation Portable utvecklat av Sony. Användaren styr spelet genom att luta den värld som LocoRoco, små bolliknande figurer, befinner sig i. Lutandet av den simulerade världen sker med hjälp av konsolens axelknappar. I spelet är man så kallade locos i färgena gul, rosa, blå, röd, svart och grön. Man ska äta växtbär så att man blir större, man kan även dela sig med o-knappen.